# 略式組織再編行為
略式組織再編行為（りゃくしきそしきさいへんこうい）とは、会社が特定の会社に支配されている特別被支配会社である場合に、通常の組織再編手続よりも簡略な手続によって組織変更・企業組織再編を行うことをいう。
会社が発行する株式の9割以上（定款で引き上げ可能）を特定の会社に保有されている子会社（特別被支配会社という）が、その親会社との間で組織再編行為（合併、会社分割、株式交換、事業譲渡）を行う場合に、会社法の規定により本来の手続を省略して行うことをいう。具体的には、略式吸収合併、略式吸収分割、略式株式交換、略式事業譲渡がある。

## 概要
会社が組織再編行為を行うことは会社の組織を大きく変更することであるから、原則として当事者である両方の会社で株主総会の特別決議（3分の2以上の賛成）が必要とされる。しかし、特別被支配会社では、支配している親会社の意向で株主総会特別決議が可決されるか否かが明らかであり、組織再編の相手方がその親会社である場合、当然に株主総会特別決議で承認されることが明らかである。そのような結論が明らかな場合に、手間、時間、費用をかけてまで、株主総会の決議を必要とするのは、煩雑であり会社の組織再編にとって不便である。そこで、このような場合には、特別被支配会社に当たる子会社については、株主総会特別決議を不要とするのが略式組織再編行為である。
なお、組織再編行為のうち、新設合併（合併会社を新設）と新設分割（承継会社を新設）と株式移転（親会社を新設）には、略式手続はない。
組織再編行為をしようとする株式会社相互間において、特別支配関係の対象となる会社が未だ設立されていないからである。
類似の手続に、簡易組織再編行為があるが、こちらは相対的に小規模な会社との組織再編について、大きな会社側の手続を不要とするものであり、略式組織再編行為とは異なる。簡易組織再編行為と略式組織再編行為は両立しうる手続である。